# پی‌اس‌آر جی۱۹۵۱+۱۱۲۳
پی‌اس‌آر جی۱۹۵۱+۱۱۲۳ یک ستاره است که در صورت فلکی عقاب قرار دارد.